# Codex Rohonczi

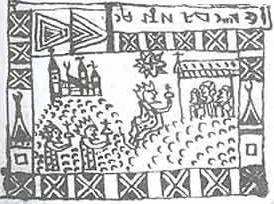
O ilustraţie din Codex Rohonczi

Codex Rohonczi (grafii alternative: Codicele și Rohonczy sau Rohonc, în toate combinațiile) este un document controversat al cărui sistem de scriere este inedit și încă nedescifrat în mod convingător.
Manuscrisul a fost păstrat la Rohonc în Burgenland (astăzi Rechnitz pe teritoriul Austriei) până în 1838, când contele Gusztáv Batthyány și-a donat biblioteca, inclusiv codicele, Academiei de Științe a Ungariei. Deși este încetățenită varianta „codexul Rohonczi”, articolul de față optează pentru denumirea „codice”.

## Propuneri de interpretare
Au fost propuse de-a lungul timpului diverse interpetări sau „traduceri”, fără ca vreuna să se bucure de un ecou remarcabil din partea specialiștilor.

#### Ipoteza cărții religioase

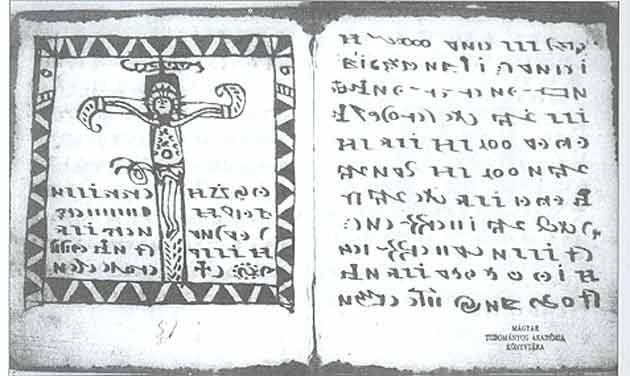

Attila Nyíri a propus o interpretare publicată în Theologiai Szemle, 39/1996 (pag. 91-98). În mare, procedeul pe care l-a folosit pentru descifrare a constat în a întoarce cartea și a asocia fiecărui caracter litera cea mai apropiată. Este de reținut însă că același simbol cunoaște uneori varii interpretări și aceeași literă transcrie mai multe simboluri. În final, autorul ajunge la un text care, luat ca atare, are sens în maghiară și este de natură religioasă.
Cercetătorul indian M. K. Singh susține că textul este scris cu o variantă regională de Brahmi care poate fi citită. A transliterat primele 24 de pagini pentru a obține un text în Hindi pe care apoi l-a tradus în maghiară și l-a publicat în ediția 2004/6 - 2005/1 a periodicului Turán. În interpretarea sa, codicele se vrea a fi o evanghelie apocrifă.
Marius-Adrian Oancea identifică conținutul codexului ca fiind religios,  concentrându-se pe subiecte din Noul Testament; limba codexului ca fiind maghiara iar scrierea ca fiind o variantă a scrierii maghiare veche (alfabetul secuiesc sau runele secuiești). Soluția propusă este publicată în format electronic la rohoncbyoancea.blogspot.com.br

#### Ipoteza cronicii vlahe
Viorica Enăchiuc interpretează codicele ca pe o cronică a blakilor (vlahilor), datată în secolele XI-XII (anacronism, de vreme ce hârtia e datată în secolul XVI), scrisă în latină „danubiană” vulgata cu un „alfabet dac”. În traducerea pe care o propune autoarea este descrisă o țară condusă de un domn pe nume Vlad care poartă războaie împotriva uzilor, cumanilor, ungurilor sau goților. Apar toponime și hidronime ca Arad, Dridu, Olbia, Ineu, Rarău, Nistru sau Tisa. Mai sunt amintite și contacte diplomatice între Vlad și următorii (anii de domnie sunt trecuți între paranteze):  Constantin Ducas (1059-1067), Alexie Comnenul (1081-1118),  sau Robert de Flandra (Robert I (1071-1093) sau Robert al II-lea (1093-1111)?).
La câteva luni după editarea cărții (mai 2003), paleograful Dan Ungureanu publică un articol în Observatorul Cultural, unde critică vehement traducerea făcută de Viorica Enăchiuc și analiza ei istorică. Reacțiile sunt împărțite. Totuși, crește atât popularitatea codicelui, cât și atenția acordată noii interpretări, de altfel publicată în condiții bizare.
Unele dintre aspectele asupra cărora Ungureanu atrage atenția sunt:
- Ilustrațiile sunt religioase creștine (două răstigniri). Ele ar trebui să ilustreze un text cu conținut religios. Textul tradus de V. Enăchiuc nu are nici o legătură cu ilustrațiile.
- limba latină vulgară postulată de autoare nu există. În secolul X se vorbea deja româna veche.
- echivalarea a 150 de semne silabice (Viorica Enăchiuc declară scrierea fonetică, iar nu ideografică) diferite ce apar în codice cu doar 20 de sunete.
- absența oricărei surse istorice din secolul XI, contemporane cu Alexie Comnenul, Constantin Dukas sau Robert de Flandra care să îl menționeze pe Vlad;
- originalitatea unor fraze propuse de Viorica Enăchiuc cum ar fi: „Prielnic în trăire, din nou să strigi dătător! Iubire aleasă, matur de a merge cu cavaleria, să trăiești plecarea!” sau  „Pe acei unguri să spădăsești.”

În ce privește codicele, Dan Ungureanu este de părere că manuscrisul este un fals alcătuit, cel mai probabil, în epoca romantică (este posibil să fi fost realizat cu puțin timp înainte de momentul când și-a făcut apariția), folosindu-se hârtie italienească ( filigran datat între 1529-1540). În plus, conținutul e scris și desenat în grabă. Ilustrațiile sunt naive, foarte simpliste și nu aparțin niciunui stil de miniaturi medievale.
De asemenea, vocabularul textului nu corespunde legii lui Zipf (în orice text trebuie să existe cuvinte foarte frecvente, apoi mai rare și foarte rare ; traducerea autoarei violează această lege).

#### „Melodia din Rohonczi Codex“
La finele anilor optzeci, etnomuzicologul Gheorghe Ciobanu, ghidându-se după atestarea făcută de Viorica Enăchiuc (Viorica Mihai, la acel moment), studiază conținutul codicelui și descoperă o notație similară unei cântări în neume gregoriene, pe care o numește cea mai veche notație descoperită a unei melodii românești. Deși este probabil ca argumentele cercetătorului să vizeze o situație reală (este mult mai la îndemână a identifica un set de neume decât o scriere), atestarea filigranului hârtiei arată clar faptul că nu poate fi vorba de cea mai veche melodie.